# Bródy Imre-díj
Az Eötvös Loránd Fizikai Társulat Bródy Imre-díjat adományoz annak a tagnak, aki a fizika alkalmazásának területén kimagasló eredményt ért el. A díj névadója Bródy Imre (1891–1944) magyar fizikus, kémikus, feltaláló, a modern kriptongázas villanylámpa kifejlesztője.

## A díjazottak
- 1950 Nagy Elemér
- 1951 Bodó Zalán
- 1952 Gergely György, Pauncz Rezső
- 1953 Medveczky László, Szimán Oszkár
- 1954 Pál Lénárd
- 1955 Náray Zsolt
- 1956 Nagy Kázmér
- 1957 Csikai Gyula
- 1958 Erő János, Keszthelyi Lajos
- 1959 Jeszenszky Béla
- 1960 Nagy László
- 1961 Jeges Károly
- 1962 Károlyházy Frigyes, Zimányi József
- 1963 Koltay Ede, Somogyi Antal
- 1964 Fényes Tibor, Szilágyi Miklós
- 1965 Bartha László
- 1966 Kovács István, Máthé György
- 1967 Bitó János, Zsoldos Lehel
- 1968 Gyarmati Borbála, Sólyom Jenő
- 1969 Beleznay Ferenc
- 1970 Demeter Károly
- 1971 Perjés Zoltán
- 1972 Bujdosó Ernő
- 1973 Kondor Imre
- 1974 Menyhárd Nóra
- 1975 Gaál István
- 1976 Fazekas Patrik
- 1977 Berecz István
- 1978 Biczó Géza
- 1979 Bacsó József, Geszti Tamás
- 1980 -
- 1981 -
- 1982 Balogh Kadosa
- 1983 Paitz József
- 1984 Vágó György
- 1985 Szendrő István
- 1986 Cseh József
- 1987 Porubszky Tamás
- 1988 Bohátka Sándor
- 1989 Cziráki Ágnes
- 1990 -
- 1991 Pászti Ferenc
- 1992 Mahunka Imre
- 1993 Menyhárd Miklós
- 1994 -
- 1995 -
- 1996 Manuaba Asrama
- 1997 Langer Gábor
- 1998 Hárs György
- 1999 -
- 2000 -
- 2001 -
- 2002 -
- 2003 Derényi Imre
- 2004 -
- 2005 -
- 2006 -
- 2007 -
- 2008 Rajta István
- 2009 Palla Gergely
- 2010 -
- 2011 -
- 2012 -
- 2013 -
- 2014 -
- 2015 -
- 2016 -